# Sant'Agapito
Sant'Agapito é uma comuna italiana da região do Molise, província de Isérnia, com cerca de 1.331 habitantes. Estende-se por uma área de 15 km², tendo uma densidade populacional de 89 hab/km². Faz fronteira com Isernia, Longano, Macchia d'Isernia, Monteroduni.

## Demografia
| Variação demográfica do município entre 1861 e 2011                               |
|                                                                                   |
| Fonte: Istituto Nazionale di Statistica (ISTAT) - Elaboração gráfica da Wikipedia |